# Sven Barthel
Sven Kristian Barthel, född 8 september 1903 i Botkyrka, död 30 september 1991 i Stockholm, var en svensk författare, journalist, teaterkritiker och översättare.
Barthel studerade vid Stockholms högskola 1921–1924. Han var en fin naturskildrare med särskilt intresse för Stockholms skärgård.
Han var redaktör för bokserien De odödliga ungdomsböckerna (från dess start 1937), för Vintergatan: Sveriges författareförenings litteraturkalender (från 1939), för Levande livet 1948–1949 och för Dagens nyheters söndagsläsning 1948–1968. Han var även litteraturkritiker i Expressen 1944–1946, teaterkritiker i Vi 1944–1947, i Dagens Nyheter 1948–1968.
Som översättare har han bland annat översatt Möss och människor av John Steinbeck och pjäser av Eugene O'Neill och Tennessee Williams.
Sven Barthel var son till mikrobiologen Christian Barthel och Alice Björkman. Han gifte sig med författaren Viveka Starfelt 1936.

## Översättningar (urval)
- 1937 – Mark Twain: Tom Sawyers äventyr (The Adventures of Tom Sawyer) (Bonniers)
- 1937 – Graham Greene: Mordvapen till salu (A Gun for Sale) (Bonniers)
- 1938 – John Steinbeck: Riddarna kring Dannys bord (Tortilla Flat) (Bonniers)
- 1939 – Nordahl Grieg: Ännu är världen ung (Ung må verden ennu være) (Bonniers)
- 1942 – Karen Blixen: Vintersagor (Vintereventyr) (översatt tillsammans med Viveka Starfelt) (Bonniers)
- 1944 – William Saroyan: Jag heter Aram (My Name is Aram) (Bonniers)
- 1947 – Eugene O'Neill: Si, iskarlen kommer!: skådespel i fyra akter (The Iceman Cometh) (Bonniers)
- 1949 – Tennessee Williams: Linje Lusta: skådespel i 3 akter (A Streetcar Named Desire) (Bonniers)

## Priser och utmärkelser
- 1952 – Boklotteriets stipendiat
- 1955 – Doblougska priset
- 1958 – Boklotteriets stipendiat
- 1962 – Elsa Thulins översättarpris
- 1964 – Svenska Akademiens översättarpris
- 1970 – Beskowska resestipendiet
- 1980 – Kellgrenpriset